# 1294
Évszázadok: 12. század – 13. század – 14. század
Évtizedek: 1240-es évek – 1250-es évek – 1260-as évek – 1270-es évek – 1280-as évek – 1290-es évek – 1300-as évek – 1310-es évek – 1320-as évek – 1330-as évek – 1340-es évek
Évek: 1289 – 1290 – 1291 – 1292 –  1293 – 1294 – 1295 – 1296 – 1297 – 1298 – 1299

## Események

### Határozott dátumú események
- július 5. – V. Celesztin pápa megválasztása.[1]
- december 13. – V. Celesztin pápa minden kényszer nélkül, önként visszavonul.[1][2]
- december 24. – VIII. Bonifác pápa megválasztása.[1]

### Határozatlan dátumú események
- Kubiláj kánt Temür kán követi a Mongol Birodalom trónján.
- Anjou Martell Károlyt – immár másodszor – magyar királlyá koronázza a pápa.
- Buzád János halálával Jakab raguzai főesperes kerül a spalatói érseki székbe.

## Születések
- június 18. – IV. (Szép) Károly francia és navarrai király († 1328)

## Halálozások
- június 15.? – András győri püspök
- Roger Bacon angol filozófus (* 1214)
- Kubiláj kán mongol uralkodó (* 1215)
- Buzád János spalatói érsek